# Bahnstrecke Plouaret–Lannion
| Bahnsteigszene auf dem Bahnhof Lannion |                      |                                                        |                                                        |
| Streckennummer (SNCF): | 446000               |                                                        |                                                        |
| Kursbuchstrecke (SNCF): | 353                  |                                                        |                                                        |
| Streckenlänge: | 16 km                |                                                        |                                                        |
| Spurweite: | 1435 mm (Normalspur) |                                                        |                                                        |
| Stromsystem: | 25 kV 50 Hz ~        |                                                        |                                                        |
| Streckengeschwindigkeit: | 80 km/h              |                                                        |                                                        |
| |                      |                                                        |                                                        |
| \| \| \| Von Paris–Rennes \| \| \| \| 530,9 \| Plouaret-Trégor \| Plouaret-Trégor \| \| \| \| Nach Brest \| \| \| \| 538,5 \| Kerauzern zu Ploubezre \| Kerauzern zu Ploubezre \| \| \| \| von Plestin \| \| \| \| \| Bahnhof Chemins de fer armoricains \| \| \| \| 547,2 \| Lannion \| Lannion \| \| \| \| Bahnhof Lannion-Ouest Chemins de fer des Côtes-du-Nord \| \| \| \| \| nach Tréguier \| \| \| \| \| Hafengleise \| \| |                      |                                                        |                                                        |
| Strecke |                      | Von Paris–Rennes                                       | Von Paris–Rennes                                       |
| Bahnhof | 530,9                | Plouaret-Trégor                                        | Plouaret-Trégor                                        |
| Abzweig geradeaus und nach links |                      | Nach Brest                                             | Nach Brest                                             |
| ehemaliger Bahnhof | 538,5                | Kerauzern zu Ploubezre                                 | Kerauzern zu Ploubezre                                 |
| Strecke von links (außer Betrieb) · Kreuzung geradeaus oben (Querstrecke außer Betrieb) |                      | von Plestin                                            | von Plestin                                            |
| Bahnhof (Strecke außer Betrieb) · Strecke |                      | Bahnhof Chemins de fer armoricains                     | Bahnhof Chemins de fer armoricains                     |
| Strecke (außer Betrieb) · Kopfbahnhof Strecke ab hier außer Betrieb | 547,2                | Lannion                                                | Lannion                                                |
| Bahnhof (Strecke außer Betrieb) · Strecke (außer Betrieb) |                      | Bahnhof Lannion-Ouest Chemins de fer des Côtes-du-Nord | Bahnhof Lannion-Ouest Chemins de fer des Côtes-du-Nord |
| Strecke nach rechts (außer Betrieb) · Strecke (außer Betrieb) |                      | nach Tréguier                                          | nach Tréguier                                          |
| Betriebsstelle Streckenende (Strecke außer Betrieb) |                      | Hafengleise                                            | Hafengleise                                            |

Die Bahnstrecke Plouaret–Lannion in Frankreich verbindet die Stadt Lannion mit der Bahnstrecke Paris–Brest. Sie liegt vollständig im bretonischen Département Côtes-d’Armor, beginnt am Bahnhof der Gemeinde Plouaret und ist 16 Kilometer lang, eingleisig und elektrifiziert. Sie hat bei SNCF Réseau die Nummer 446000, ihre Verlängerung zum Hafen Lannion hatte die Nummer 446506.

## Entwicklung

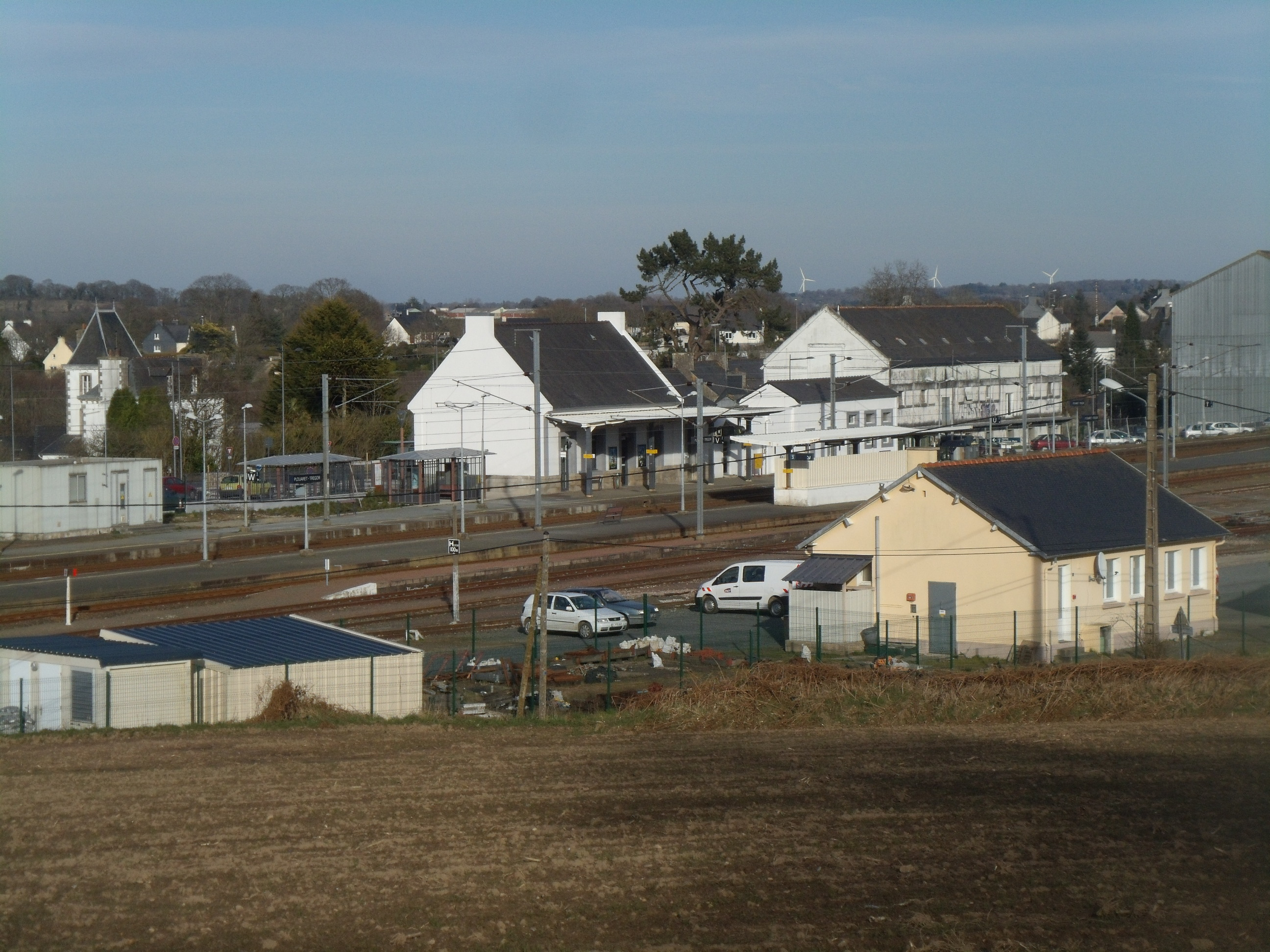
Abzweigbahnhof Plouaret

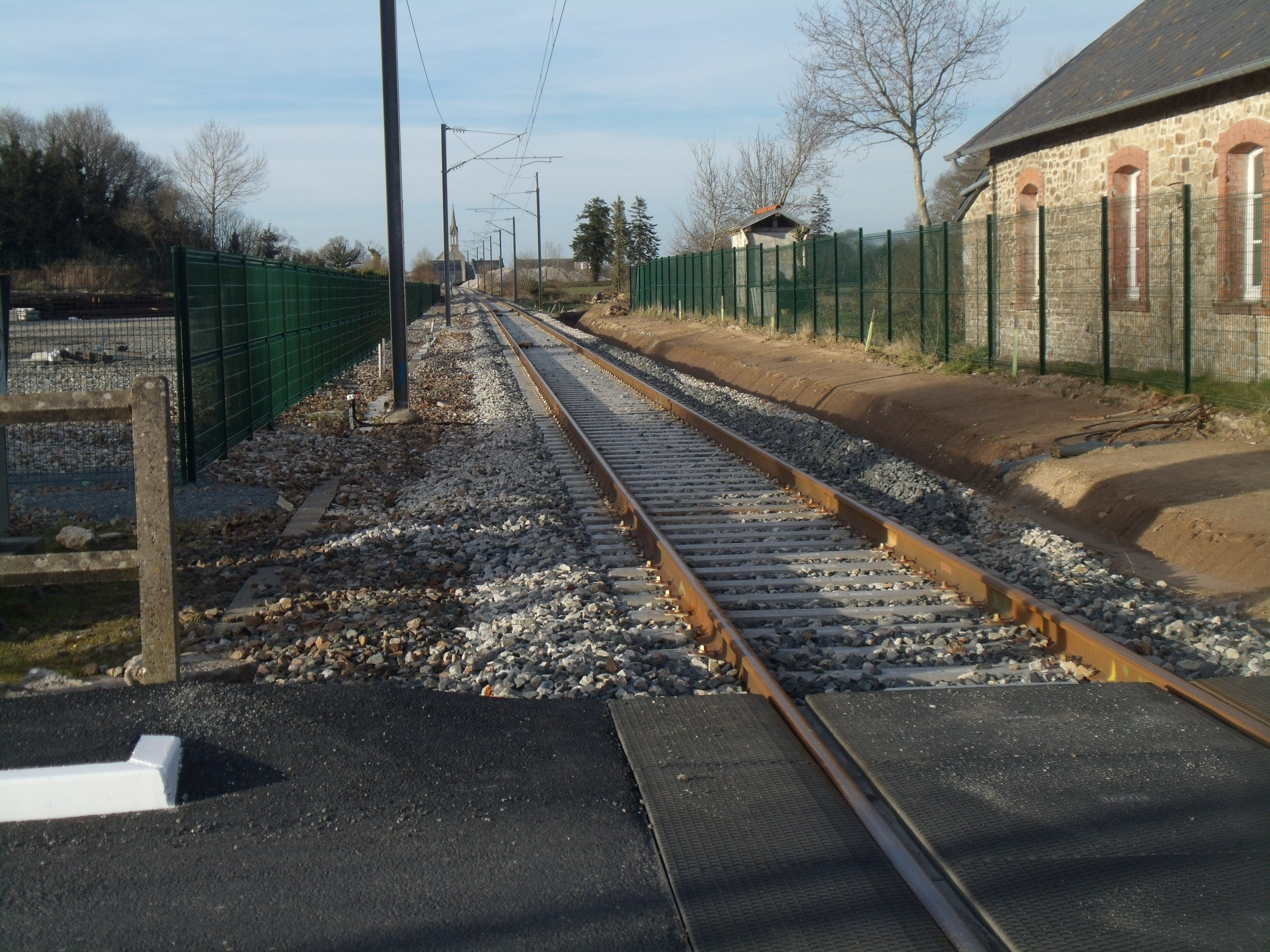
Ehemaliger Bahnhof Kerauzern

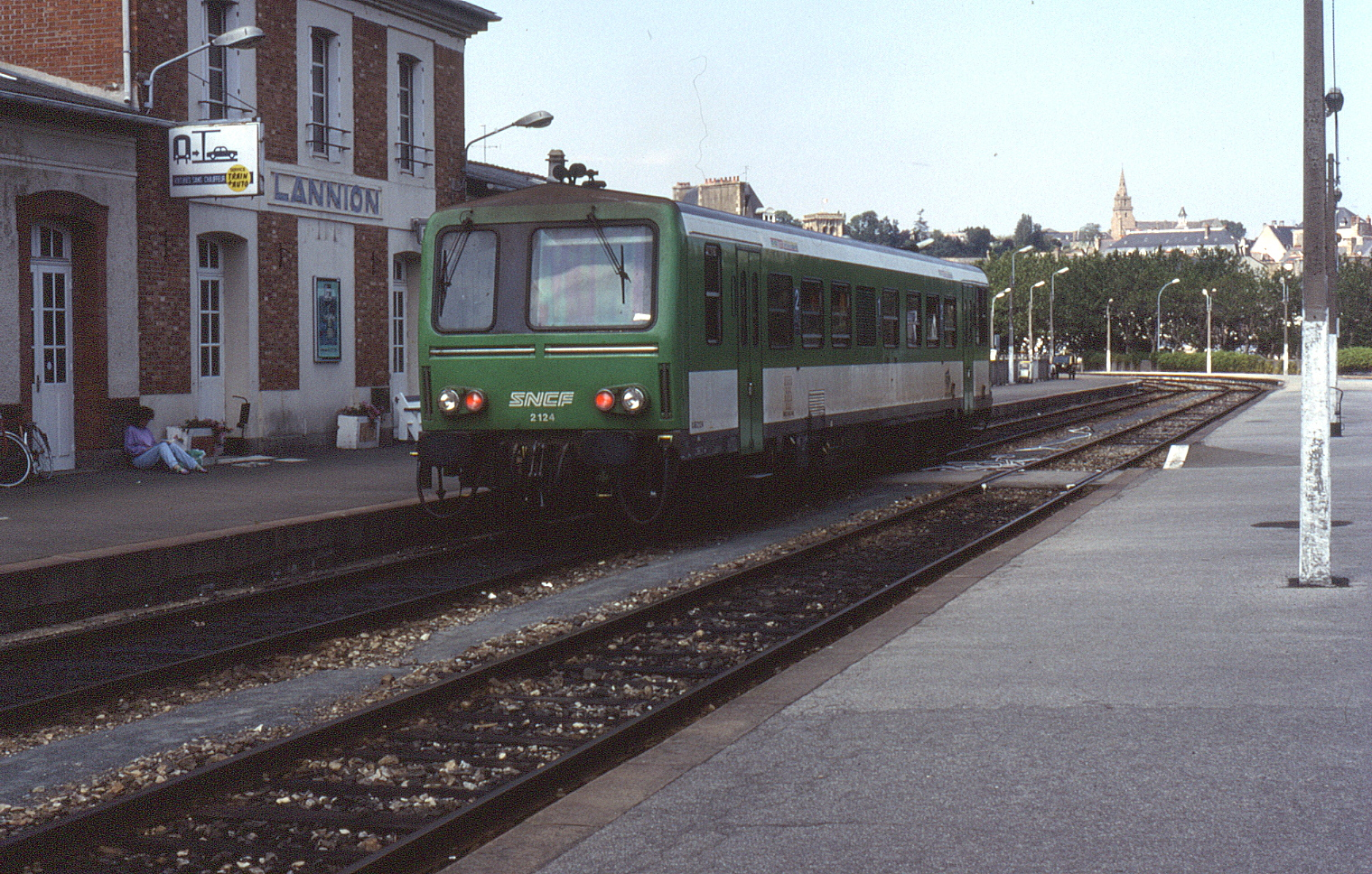
Ein X 2100 wartet 1990 vor dem damaligen Bahnhof Lannion

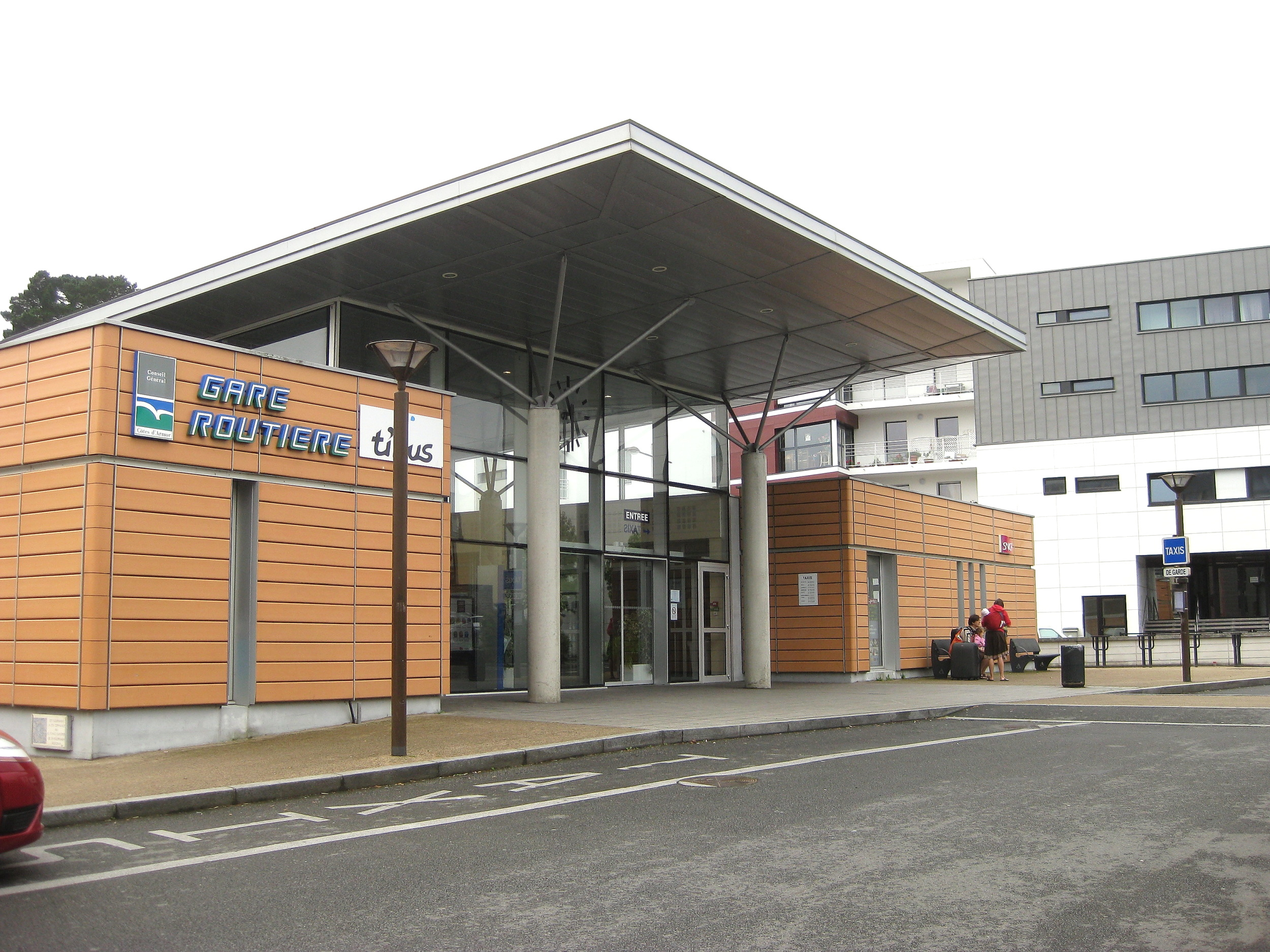
Heutiges Empfangsgebäude Lannion

Die Compagnie des chemins de fer de l'Ouest (Ouest) eröffnete den Bahnhof Plouaret am 26. April 1865 zusammen mit dem Streckenabschnitt Guingamp–Brest. Der Bürgermeister von Lannion erreichte, dass dieser Bahnhof damals Plouaret-Lannion genannt wurde. Dennoch war Lannion mit seinem faktisch nicht vorhandenen Bahnanschluss unzufrieden. Die Stadtväter kämpften nun für eine Zweigstrecke. Nach zehn Jahren hatten sie Erfolg. Am 31. Dezember 1875 wurde der Ouest eine Konzession für diese Strecke erteilt und das öffentliche Interesse daran festgestellt. Sechs Jahre später, am 13. November 1881, wurde die Bahn eröffnet. Der einzige Zwischenbahnhof war in Kerauzern, einem Weiler, der zum fünf Kilometer entfernten Ploubezre gehört. Dort war ein Ausweichgleis, das Empfangsgebäude war mit einem Schrankenposten zusammengefasst.
In Lannion bestand Anschluss an zwei Meterspurstrecken, deren Bahnhöfe schräg hinter dem Fernbahnhofes lagen. Von 1906 bis 1949 bestand eine Linie der Chemins de fer des Côtes-du-Nord von Lannion nach Tréguier. Die Chemins de fer armoricains betrieben ab 1916 eine Bahn nach Plestin-les-Grèves, die 1920 an die Chemins de fer des Côtes-du-Nord überging und 1933 (Personenverkehr) beziehungsweise 1937 (Güterverkehr) geschlossen wurde.
1922 wurde die Bahn innerorts zum Hafen verlängert, dieser Abschnitt war bis 1980 in Betrieb.
1993 wurde der Bahnhof Kerauzern geschlossen, an der Strecke befinden sich seitdem nur noch die beiden Endbahnhöfe als Zugangsstellen.
Zum Ende des 20. Jahrhunderts gingen Angebot und Nachfrage zurück. Ein Problem war die fehlende Elektrifizierung, die durchgehende Verbindungen erschwerte. Deshalb wurde die Strecke elektrifiziert. Der Bahnhof Lannion wurde umgebaut. Dabei wurde die Strecke 71 m zurückgenommen, auf der freigewordenen Fläche wurde ein neues Empfangsgebäude in Kopflage errichtet, das alte Bahnhofsgebäude in Seitenlage wurde abgerissen. Am 30. Juli 2000 wurde der Verkehr wieder aufgenommen, jetzt mit durchgehenden Regionalverkehrszügen (TER) nach Saint-Brieuc und einzelnen TGV nach Paris Montparnasse.
2014 wurde die Strecke modernisiert, die geplante Erhöhung der Streckengeschwindigkeit auf 110 bis 140 km/h wurde aber nicht umgesetzt.
Die Strecke wird im Sommer täglich, im Winter nur am Wochenende von TGV nach Paris und zurück befahren. Im Juli 2017 wird die LGV Bretagne-Pays de la Loire eröffnet. Danach sollen die TGV nach Paris nur noch 3 h 13 min brauchen.